# (21936) Ryan
(21936) Ryan est un astéroïde de la ceinture principale d'astéroïdes.

## Description
(21936) Ryan est un astéroïde de la ceinture principale d'astéroïdes. Il fut découvert le 4 novembre 1999 à Socorro (Nouveau-Mexique) par le projet LINEAR. Il présente une orbite caractérisée par un demi-grand axe de 2,25 UA, une excentricité de 0,10 et une inclinaison de 2,1° par rapport à l'écliptique.

## Compléments